# Пам'ятник Симону Петлюрі (Рівне)
Па́м'ятник Симо́ну Петлю́рі в Рівному — монумент українському військовому й політичному діячеві, Голові Директорії УНР, отаману війська та флоту УНР Симону Петлюрі, відкритий 2001 року в місті Рівне.
Автори пам'ятника — скульптори Володимир Шолудько, Володимир Іванович Стасюк, Петро Михайлович Подолець і архітектор Т. І. Мельничук. Автор скульптурного портрету, виконаного із бронзи та граніту, зображає Петлюру 19-20-тих років ХХ ст., коли він був головнокомандуючим УНР, про що свідчать петлиці на комірці. 

## Розташування
Пам'ятник розташований на вулиці Симона Петлюри на площі поруч з Народним домом в Рівному, місті, де наприкінці березня 1919 року працював уряд УНР — Директорія. Головний отаман Симон Петлюра та штаб Дієвої армії знаходилися в Здолбунові. На балконі одного з будинків, розташованого неподалік пам'ятника, отаман виступав перед народом.
Щорічно у травні відбуваються заходи, приурочені дню народження державного та громадсько-політичного діяча, Голови Директорії, Головного Отамана Військ і Флоту Української Народної Республіки Симона Петлюри.
Пам'ятник Симону Петлюрі в Рівному був першим і єдиним пам'ятником Головному Отаманові в Україні аж до 2017 року. 14 жовтня 2017 року повнозростовий пам'ятник було відкрито у Вінниці.